# 胡塔-舍爾什尼夫斯卡

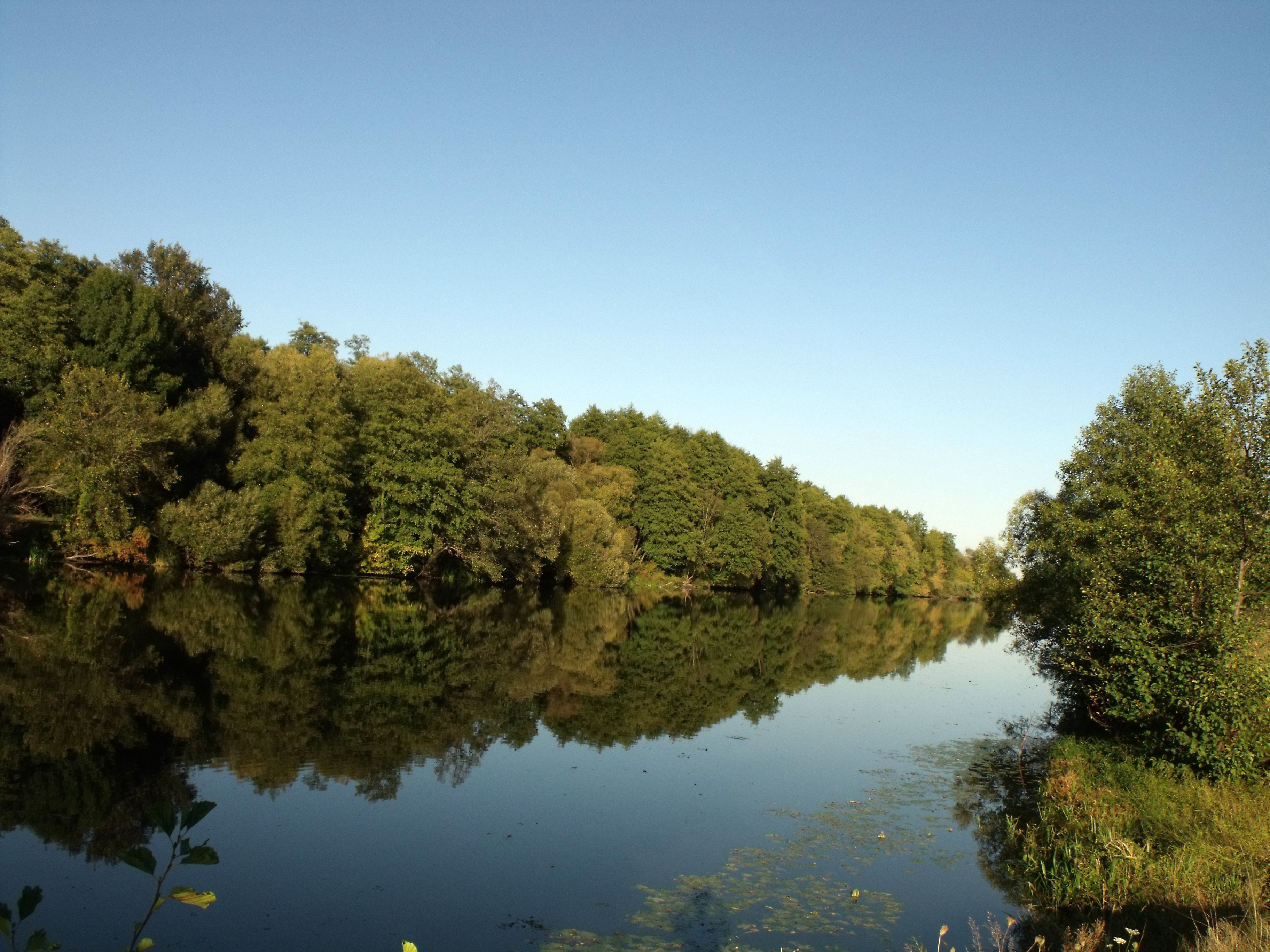

49°1′51″N 28°27′10″E / 49.03083°N 28.45278°E
胡塔-舍爾什尼夫斯卡（羅馬化：Huta-Shershnivska）是烏克蘭西部文尼察州文尼察區蘇蒂斯基市鎮的村莊，始建於1710年，面積1.34平方公里，海拔高度239米，2001年人口92，人口密度每平方公里68.66人。